# Soñadoras
Soñadoras (no Brasil: Sonhadoras) foi uma telenovela produzida por Emilio Larrosa para a Televisa e exibida entre 31 de agosto de 1998 e 30 de abril de 1999. 
Foi protagonizada por Aracely Arámbula, Laisha Wilkins, Michelle Vieth e Angélica Vale e co-protagonizada por Alejandra Ávalos e Arturo Peniche, com a atuação especial de Irán Castillo e antagonizada  José Carlos Ruiz.

## Sinopses
Fernanda é uma jovem psicóloga que trabalha em uma clínica de reabilitação para drogados. Os problemas de Fernanda começam quando Eugenio de la Peña, um famoso traficante de drogas e maior de idade se apaixona perdidamente por ela. Eugenio está obcecado para torná-la sua esposa, e tentará todo tipo de artimanhas para conseguir seu claro propósito.
No entanto, Fernanda só tem olhos para José Luís, um professor de literatura. José Luís é um homem honesto e preocupado que ama profundamente Fernanda, mas guarda um tenebroso segredo sobre seu passado que terminará complicando sua relação com ela. Outra trama desta novela está em meio um grupo de “sonhadores” e “sonhadoras”. Jacqueline, filha de Eugenio de la Peña, também está apaixonada por José Luís, que é seu professor.
Manuel, seu companheiro de classe, é um jovem apaixonado por seu automóvel… mas é enloquecido por Jacqueline. A este grupo também pertence Emilia, amiga de Jacqueline, cuja única ambição na vida e se tornar uma bailarina famosa. Seu namorado Gerardo tem seu proprio sonho: ele almeja chegar ao primeiro lugar em popularidade com sua banda de rock, “Peligro Inminente”.
Lucía, a mas rica do grupo, é uma jovem que tem vergonha de sua ingênua aparência de criança de escoela, é cortejada por Beto, um jovenzinho bom e sem dinheiro. Uma das amigas de Lucía é Julieta, uma jovem pobre que finge ser rica. Como parte de seu plano para escapar da pobreza em que vive, ela começará uma relação com Carlos, um médico rico mas mediocre.
Ruben Berraizabal é um jovem rico e metido, o novo galã da escola. Ruben sofre pela falta de atenção de seus pais que sempre andam ocupados, seu pai um prestigiado homem de negócios e sua mãe uma mullher que vive viajando. Em meio a esse personagens tão destintos haverá acontecimentos que os levarão a ser cada vez mais sonhadores e sonhadoras.

## Elenco
- Aracely Arámbula .... Jaqueline da Penha
- Irán Castillo .... Ana
- Laisha Wilkins.... Emília Gonçalves
- Angelica Vale .... Julieta
- Michelle Vieth .... Lucía/Adriana
- Eduardo Verástegui.... Manuel
- Julián Moreno....Lenny Paléta
- Diego Schoening .... Benjamin (Teimoso)
- Kuno Becker .... Rúben Barraisaba
- Arath de la Torre .... Beto Roque
- Jan .... Geraldo
- Alejandra Ávalos.... Fernanda da Penha
- Arturo Peniche.... José Luis Dueñas
- Ariel López Padilla.... Henrique Bernal
- José Carlos Ruiz.... Eugênio da Penha
- Dulce.... Antôniade De La Macorra
- Raymundo Capetillo.... Horácio
- Alejandro Aragón.... Carlos
- Gustavo Rojo.... Senhor Alfredo
- Silvia Derbez.... Rosinha
- Mónica Dossetti.... Vanessa
- Antonio Miguel.... Diretor
- Anghel.... Lupe
- Teo Tapia.... Senhor Manuel
- Zoila Quiñones.... Maitê
- Polo Ortín.... Otávio
- Lupita Lara.... Viviana
- Mariana Karr.... Mamãe de Emilia
- Rudy Casanova.... David (Cubano)
- Eduardo Rodríguez.... Pancho
- Carlos Cámara.... Marconi
- Sergio de Fassio.... Pedro
- Roberto Tello.... Victório
- Mónica Prado.... Mamãe de Benjamin
- Jorge Becerril.... Medusa
- Rubén Aguirre.... Seu Albertano Dueñas
- Renato Bartilotti.... Gabriel
- María Luisa Coronel
- Luis Couturier.... Artêmio
- Mané Macedo.... Irene
- Gabriela Tavela.... Letícia
- Miguel Ángel Biaggio.... Adolfo

## Exibição
Foi reprisada por seu canal original de 20 de março a 30 de junho de 2023 em 75 capítulos, substituindo Marimar e sendo substituída por Teresa, às 14h30.

## Audiência
Em sua exibição original, a trama foi um grande sucesso, alcançando 29,6 pontos de média geral.